# Liste der Naturdenkmale in Oberursel (Taunus)
Die Liste der Naturdenkmale in Oberursel (Taunus) nennt die im Gebiet der Stadt Oberursel (Taunus) im Hochtaunuskreis in Hessen gelegenen Naturdenkmale.
| Bild                          | Bezeichnung                               | Ortsteil, Lage                                                | Beschreibung | Art        | Nr. |
| ----------------------------- | ----------------------------------------- | ------------------------------------------------------------- | --- | ---------- | --- |
| mehr Fotos \| Fotos hochladen | Mammutbaum am Forsthaus                   | Oberstedten 50° 13′ 29,2″ N, 8° 32′ 56,6″ O                   | Riesen-Mammutbaum (Sequoiadendron giganteum) am Forsthaus Oberstedten.                                                                                  | Mammutbaum | 58  |
| BW                            | Mammutbaum am Schwesternhaus              | Oberursel-Hohemark 50° 12′ 53,1″ N, 8° 32′ 12,9″ O            | Auffallend hochwüchsiger, ebenmäßig gestalteter Baum mit erheblichem Stammumfang im Park der Klinik „Hohemark“ in Oberursel.                            | Mammutbaum | 59  |
| mehr Fotos \| Fotos hochladen | Linde im Mittelstedter Feld               | 50° 12′ 56,2″ N, 8° 35′ 17,4″ O                               | Einzelstehende über 400 Jahre alte ehemalige Gerichtslinde mit ausladender, tiefansetzender Krone und gewaltiger Stammpartie.                           | Linde      | 91  |
| BW                            | Park der Gewerkschaftsschule (Villa Gans) | Oberursel, Königsteiner Straße 50° 12′ 2,8″ N, 8° 33′ 52,2″ O | Park aus Privatbesitz mit 55 geschützten Bäumen. Scheinzypressen, Mammutbäume, Hängebuche, Pyramideneiche, Tulpenbaum, Trompetenbaum und andere Exoten. |            | 93  |
| Fotos hochladen               | Friedenseiche                             | Oberursel, Adenauerallee 50° 12′ 0,1″ N, 8° 35′ 4,1″ O        | 1871 gepflanzter, hochgewachsener Baum mit auffällig ausladender Krone.                                                                                 | Eiche      | 94  |
| Fotos hochladen               | Atlaszeder                                | Oberursel, Adenauerallee 50° 11′ 57,1″ N, 8° 35′ 8,7″ O       | Über 100-jähriger Baum von hohem Wuchs mit auffallend schöner Krone.                                                                                    | Atlaszeder | 95  |
| Fotos hochladen               | Kastanie an der Kirche                    | Bommersheim, Lange Straße 50° 11′ 54,9″ N, 8° 36′ 5,3″ O      | Alter Baum von auffallend hohem Wuchs und ausgeprägter Krone neben dem Sühnekreuz.                                                                      | Kastanie   | 96  |
| BW                            | Linde in der Dorfmitte                    | Stierstadt 50° 10′ 55,3″ N, 8° 34′ 54,6″ O                    | Linde in Stierstadt an der Kirche. Auffallend hochgewachsener Baum mit ausgeprägter Stamm-Fußpartie.                                                    | Linde      | 98  |
| BW                            | Linde in der Kurmainzer Straße            | Weißkirchen 50° 10′ 53,1″ N, 8° 35′ 40,9″ O                   | Etwa 200 Jahre alter Einzelbaum mit tief ansetzender Krone und beträchtlichem Stammumfang.                                                              |            | 99  |
| Fotos hochladen               | Stufenlinde                               | Weißkirchen, Urselbachstraße 50° 10′ 51,7″ N, 8° 35′ 45,1″ O  | Etwa 800 Jahre alte Dorf- und Gerichtslinde mit außergewöhnlich ausladenden und bizarrem Wuchs. Einziges Exemplar seiner Art im Hochtaunuskreis.        | Linde      | 100 |

## Ehemalige Naturdenkmale
| Bild | Bezeichnung                                 | Ortsteil, Lage                                              | Beschreibung | Art        | Nr. |
| ---- | ------------------------------------------- | ----------------------------------------------------------- | --- | ---------- | --- |
| BW   | Park der Villa Hopf                         | Oberursel 50° 12′ 34″ N, 8° 33′ 43,6″ O                     | 1893/94 angelegter Park. Geschützter Bestand von 44 Bäumen und Sträucher auf Privatgrundstück. Darunter mehrere Esskastanien, eine Gelbkiefer, mehrere Orientalische Fichten, ein Tulpenbaum und ein Gewürzstrauch. Viele der Bäume in der 1965 unter Schutz gestellten Parkanlage mussten aus Altersgründen gefällt werden, so dass die Ensemblewirkung nicht mehr gegeben ist. Der Schutz als Naturdenkmal wurde deshalb im Oktober 2015 aufgehoben. |            | 92  |
| BW   | Speierling vor dem Jugendwohnheim (gefällt) | Bommersheim, Spessartstraße 50° 11′ 49,4″ N, 8° 35′ 48,6″ O | Stattlicher, sehr alter Einzelbaum. Abgestorben, 1995 gefällt und 2015 aus dem Verzeichnis gestrichen. | Speierling | 97  |

## Belege
1. ↑  
Naturdenkmale. www.hochtaunuskreis.de, archiviert vom Original am 20. Februar 2016; abgerufen am 27. April 2016.
2. ↑  
58 (304) Mammutbaum am Forsthaus. Archiviert vom Original am 20. Februar 2016; abgerufen am 27. April 2016.
3. ↑  
59 (303) Mammutbaum am Schwesternhaus. Archiviert vom Original am 20. Februar 2016; abgerufen am 27. April 2016.
4. ↑  
91 (302) Linde im Mittelstedter Feld. Archiviert vom Original am 20. Februar 2016; abgerufen am 27. April 2016.
5. ↑  
93 () Park der Gewerkschaftsschule (Villa Gans). Archiviert vom Original am 20. Februar 2016; abgerufen am 27. April 2016.
6. ↑  
94 (301) Friedenseiche. Archiviert vom Original am 20. Februar 2016; abgerufen am 27. April 2016.
7. ↑  
95 (300) Atlaszeder. Archiviert vom Original am 20. Februar 2016; abgerufen am 27. April 2016.
8. ↑  
96 (308) Kastanie an der Kirche. Archiviert vom Original am 20. Februar 2016; abgerufen am 27. April 2016.
9. ↑  
98 (307) Linde Dorfmitte. Archiviert vom Original am 20. Februar 2016; abgerufen am 27. April 2016.
10. ↑  
99 (306) Linde Kurmainzer Straße. Archiviert vom Original am 20. Februar 2016; abgerufen am 27. April 2016.
11. ↑  
100 (305) Stufenlinde. Archiviert vom Original am 20. Februar 2016; abgerufen am 27. April 2016.
12. ↑  
92 () Park der Villa Hopf. Archiviert vom Original am 20. Februar 2016; abgerufen am 27. April 2016.
13. 1 2  
Zweite Verordnung zum Schutz von Naturdenkmalen im Hochtaunuskreis Vom 19. Oktober 2015. (pdf; 4,29 MB) Der Kreisausschuss des Hochtaunuskreises -Untere Naturschutzbehörde-, 23. März 2016, abgerufen am 27. April 2016.
14. ↑  
97 (309) Speierling Spessartstraße (gefällt). Archiviert vom Original am 20. Februar 2016; abgerufen am 27. April 2016.

- Karte mit allen Koordinaten:
- OSM |
- WikiMap